# 904 (číslo)
Devět set čtyři je přirozené číslo. Římskými číslicemi se zapisuje CMIV a řeckými číslicemi se zapisuje ϡδ´. Následuje po čísle devět set tři a předchází číslu devět set pět.

## Matematika
904 je:
- Deficientní číslo
- Složené číslo
- Šťastné číslo

## Astronomie
- (904) Rockefellia je planetka hlavního pásu, kterou objevil v roce 1918 Max Wolf

## Roky
- 904
- 904 př. n. l.